# هيرومي كانيكو
هيرومي كانيكو (باليابانية: 金子広美) هي دراجة يابانية، ولدت في 9 سبتمبر 1980.

## وصلات خارجية
- هيرومي كانيكو على موقع إحصائيات الدراجات الإحترافية (الإنجليزية)
- هيرومي كانيكو على موقع أوليمبيديا (الإنجليزية)